# Hiệp ước Guadalupe Hidalgo
Hiệp ước Guadalupe Hidalgo (Tratado de Guadalupe Hidalgo trong tiếng Tây Ban Nha), tên chính thức Treaty of Peace, Friendship, Limits and Settlement between the United States of America and the Mexican Republic ( Hiệp ước Hòa bình, Hữu nghị, Giới hạn và Giải quyết giữa Hoa Kỳ và Cộng hòa Mexico),, là hiệp ước hòa bình được ký kết vào ngày 2 tháng 2 năm 1848, tại Villa de Guadalupe Hidalgo (nay là một khu phố của Mexico City) giữa Hoa Kỳ và Mexico đã kết thúc chiến tranh Hoa Kỳ-México (1846-1848). Hiệp ước có hiệu lực vào ngày 4 tháng 7 năm 1848.
Với sự thất bại của quân đội và sự sụp đổ của thủ đô, Mexico đã tham gia đàm phán để chấm dứt chiến tranh. Hiệp ước kêu gọi Hoa Kỳ trả 15 triệu đô la Mỹ cho Mexico và thanh toán các yêu sách của công dân Mỹ chống lại Mexico lên tới 5 triệu đô la Mỹ. Nó đã trao cho Hoa Kỳ Rio Grande như một ranh giới cho Texas, và trao quyền sở hữu của Hoa Kỳ cho California và một khu vực rộng lớn bao gồm khoảng một nửa New Mexico, hầu hết Arizona, Nevada và Utah, và một phần của bang Utah và Colorado. Người Mexico ở những khu vực thôn tính đó có quyền lựa chọn chuyển đến trong các ranh giới mới của Mexico hoặc nhận quốc tịch Mỹ với đầy đủ các quyền dân sự.
Thượng viện Hoa Kỳ khuyên và đồng ý phê chuẩn hiệp ước bằng số phiếu 38 3814. Các đối thủ của hiệp ước này được lãnh đạo bởi Whigs, những người đã phản đối chiến tranh và từ chối vận mệnh Manifest nói chung, và từ chối sự bành trướng này nói riêng. Lượng đất mà Hoa Kỳ thu được từ Mexico đã tăng lên do Mua Gadsden năm 1853, đã nhượng lại một phần của miền nam Arizona và New Mexico ngày nay cho Hoa Kỳ.